# Hell Bent for Leather
«Hell Bent for Leather» — пісня англійського хеві-метал-гурту Judas Priest з їхнього п'ятого студійного альбому Killing Machine.
Пісня була повністю написана гітаристом Ґленном Тіптоном, який, за його словами, був натхненний «істотою, богом, швидшим за будь-кого іншого, якого можна порівняти з мотоциклом (...) або просто людиною, яка живе на межі, але має самоконтроль». «Hell bent for leather» – це ідіома, яка натякає на безрозсудні або швидкі дії для досягнення мети. З моменту релізу вона гралася на всіх їхніх турах, починаючи з Killing Machine Tour, де була додана нова фішка: перед початком пісні на сцену виїжджає Роб Гелфорд на мотоциклі, а потім Тіптон виконує коротке соло перед початком основного рифу.
Після виходу альбому її кавер-версії були виконані іншими гуртами для концертів, триб'ютів та власних альбомів. Гурт Austrian Death Machine переспівав її для свого міні-альбому A Very Brutal Christmas, Warrant записали її для триб'ют-альбому Hell Bent Forever: A Tribute to Judas Priest, Annihilator переспівали її для триб'ют-альбому 2004 року A Tribute to the Priest, а Soulless також переспівали її для альбому On Your Knees: A Tribute to Judas Priest. Зі свого боку, Godsmack зіграли частину пісні на живому концерті разом з іншими піснями британського гурту: «Electric Eye» і «Victim of Changes». Пісня також звучала у відеогрі Guitar Hero: Metallica, у фільмі 2008 року «Пригоди влади» та в епізоді «Сюрприз, сюрприз» телесеріалу «Шоу 70-х».

## Сингл
Пісня була випущена як сингл у 1979 році лише в Японії.
| #  | Назва                   | Автор                              | Тривалість |
| -- | ----------------------- | ---------------------------------- | ---------- |
| 1. | «Hell Bent for Leather» | Тіптон                             | 2:41       |
| 2. | «Evil Fantasies»        | Роб Гелфорд, К. К. Даунінґ, Тіптон | 4:15       |

## Склад
- Роб Гелфорд — вокал
- К. К. Даунінґ — гітара
- Ґленн Тіптон — гітари
- Іен Гілл — бас-гітара
- Лес Бінкс — ударні